# Dubai Tennis Championships 2008
Barclays Dubai Tennis Championship 2008 — тенісний турнір, що проходив на відкритих кортах з твердим покриттям. Це був 16-й за ліком Dubai Tennis Championships, що належав International Series Gold в рамках Туру ATP 2008, і 8-й за ліком турнір 2-ї категорії в рамках Туру WTA 2008. І чоловічі, і жіночі змагання відбулись на Dubai Tennis Stadium у Дубаї (ОАЕ). Жіночий турнір тривав з 25 лютого до 1 березня 2008 року, а чоловічий - з 3 до 8 березня 2008 року.

## Переможниці та фіналістки

### Одиночний розряд, чоловіки
Енді Роддік —  Фелісіано Лопес, 6–7(8–10), 6–4, 6–2
- Для Роддіка це був 2-й титул за сезон і 25-й - за кар'єру.

### Одиночний розряд, жінки
Олена Дементьєва —  Світлана Кузнецова, 4–6, 6–3, 6–2
- Для Дементьєвої це був 1-й титул за рік і 9-й - за кар'єру.

### Парний розряд, чоловіки
Магеш Бгупаті /  Марк Ноулз —  Мартін Дамм /  Павел Візнер, 7–5, 7–6(9–7)

### Парний розряд, жінки
Кара Блек /  Лізель Губер —  Zi Yan /  Чжен Цзє, 7–5, 6–2